# Borneojuveltrast
Borneojuveltrast (Hydrornis schwaneri) är en fågel i familjen juveltrastar inom ordningen tättingar.

## Utbredning och systematik
Borneojuveltrast är endemisk för Borneo. Tidigare behandlades borneojuveltrasten tillsammans med javajuveltrast (Hydrornis guajanus) och malackajuveltrast (Hydrornis irena) som en art som då kallades orangebrynad juveltrast.

## Status och hot
Arten har ett stort utbredningsområde, men tros minska i antal, dock inte tillräckligt kraftigt för att den ska betraktas som hotad. Internationella naturvårdsunionen IUCN listar därför arten som livskraftig (LC).